# Patrick Cluzaud
Pour les articles homonymes, voir Cluzaud.
Patrick Cluzaud (né le 16 février 1952 à Villeneuve-Saint-Georges) est un coureur cycliste professionnel français. 
Directeur technique national de la Fédération française de cyclisme pendant 16 ans, il devient en 2009 directeur de la délégation sport et haut niveau du CNOSF.

## Biographe
Au cours de sa carrière en amateur, Patrick Cluzaud obtient 42 victoires, aussi bien sur route que sur piste.

## Palmarès

### Amateur
- 1971
  - Paris-Montereau
- 1972
  - 1re et 2e (contre-la-montre) étapes du Circuit de Saône-et-Loire
  - 3e du Circuit de Saône-et-Loire
- 1973
  - 1re étape du Circuit de Saône-et-Loire
  - 5e étape de la Route de France (contre-la-montre)

### Professionnel
- 1978
  - 3e du prologue du Tour d'Espagne

## Résultats sur les grands tours

### Tour d'Espagne
- 1978 : 50e

## Palmarès sur piste

### Championnats du monde militaire
- 1974
  -  Champion du monde militaire de poursuite par équipes
  -  Médaillé d'argent de la poursuite[2]

### Championnats de France
- 1968
  - 2e de la vitesse cadets
- 1974
  -  Champion de France de poursuite par équipes
- 1975
  - 3e du demi-fond
- 1976
  - 2e de la poursuite

### Championnats d'Île-de-France
- 1968
  - Champion d'Île-de-France et d'académie de vitesse cadets
- 1973
  - Champion d'Île-de-France de poursuite
- 1974
  - Champion d'Île-de-France de poursuite

## Distinctions
- Chevalier de l'ordre national du Mérite (décret du 14 novembre 1996)[3]